# Autant en emporte l'histoire
Autant en emporte l'histoire est une émission diffusée du 30 août 2015 au 22 juin 2025 sur France Inter ; l'auteure est Stéphanie Duncan. L'émission occupe le créneau horaire du dimanche soir, de vingt-et-une heures à vingt-deux heures. Les sujets abordés sont des fictions historiques qui mettent en scène un personnage, connu ou pas, réel ou fictif, pris dans la tourmente d’un épisode de l’Histoire (de l’Antiquité à 1945). 
Le titre de l'émission fait référence au film Autant en emporte le vent.
L'arrêt de l'émission à l'été 2025 suscite une réaction de la SACD qui s'indigne de la "disparition totale de la fiction" sur France Inter et de la perte de revenus induite pour les auteurs.

## Équipe
- Production : Stéphanie Duncan
- Réalisation : Audrey Ripoull
- Attaché de production : Frédéric Martin

## Historiens fréquemment invités
d'après la liste des émissions :
- Dominique Kalifa